# Tasha Reign
Tasha Reign, née le 15 janvier 1989 à Laguna Beach en Californie, est une actrice américaine de films pornographiques.

## Biographie
Tasha Reign est la Penthouse Pet de mai 2011.

## Filmographie sélective
Films érotiques
- 2011 : Bikini Time Machine (téléfilm) : Marcia

Films pornographiques
- 2010 : Seduced by a Real Lesbian 9
- 2011 : Sweet Tits
- 2012 : Molly's Life 13
- 2013 : Slumber Party Cupcake Sluts
- 2014 : Deep Inside Tasha
- 2015 : I Like Girls

## Récompenses
Distinctions
Nominations
- 2012 : Exotic Dancer Award : Newcomer Feature Dancer of the Year
- 2012 : XBIZ Award : New Starlet of the Year
- 2012 : NightMoves Award : Best Social Media Star
- 2012 : NightMoves Award : Best Overall Body
- 2013 : AVN Award : Crossover Star of the Year
- 2013 : Exotic Dancer Awards : Adult Movie Entertainer of the Year
- 2013 : NightMoves Award : Best Feature Dancer
- 2013 : NightMoves Award : Best Boobs
- 2013 : XBIZ Award : Female Performer of the Year